# Bill Gates
William Henry "Bill" Gates III KBE • GCIH (Seattle, 28 de outubro de 1955) é um magnata, empresário, diretor executivo, investidor, filantropo e autor norte-americano, que ficou conhecido por fundar, junto com Paul Allen a Microsoft, a maior e mais conhecida empresa de software do mundo em termos de valor de mercado.
Gates ocupa atualmente o cargo de presidente não-executivo da Microsoft, além de ser classificado regularmente como a pessoa mais rica do mundo, posição ocupada por ele de 1995 a 2007, 2009, e de 2014 a 2017. É um dos pioneiros na revolução do computador pessoal.

## Biografia

### Infância e juventude
Gates nasceu em uma família de classe média de Seattle. Seu pai, William H. Gates, era advogado de grandes empresas, e sua mãe, Mary Maxwell Gates, foi professora da Universidade de Washington e diretora de bancos. Bill Gates e as suas duas irmãs, Kristanne e Libby, frequentaram as melhores escolas particulares de sua cidade natal, e Bill também participou do Movimento Escoteiro ainda quando jovem. Bill Gates, foi admitido na prestigiosa Universidade Harvard, (conseguindo 1 590 SATs dos 1 600 possíveis) mas abandonou os cursos de Matemática e Direito no terceiro ano, para dedicar-se à Microsoft.
Trabalhou na Taito com o desenvolvimento de software básico para máquinas de jogos eletrônicos (fliperamas) até seus 16 anos. Também trabalhou como pesquisador visitante na University of Massachusetts at Amherst, UMASS, Estados Unidos, quando, com 17 anos, desenvolveu junto com Paul Allen um software para leitura de fitas magnéticas, com informações de tráfego de veículos, em um chip Intel 8008. Com esse produto, Gates e Allen criaram uma empresa, a Traf-o-Data, porém os clientes desistiram do negócio quando descobriram a idade dos donos.

### Ascensão

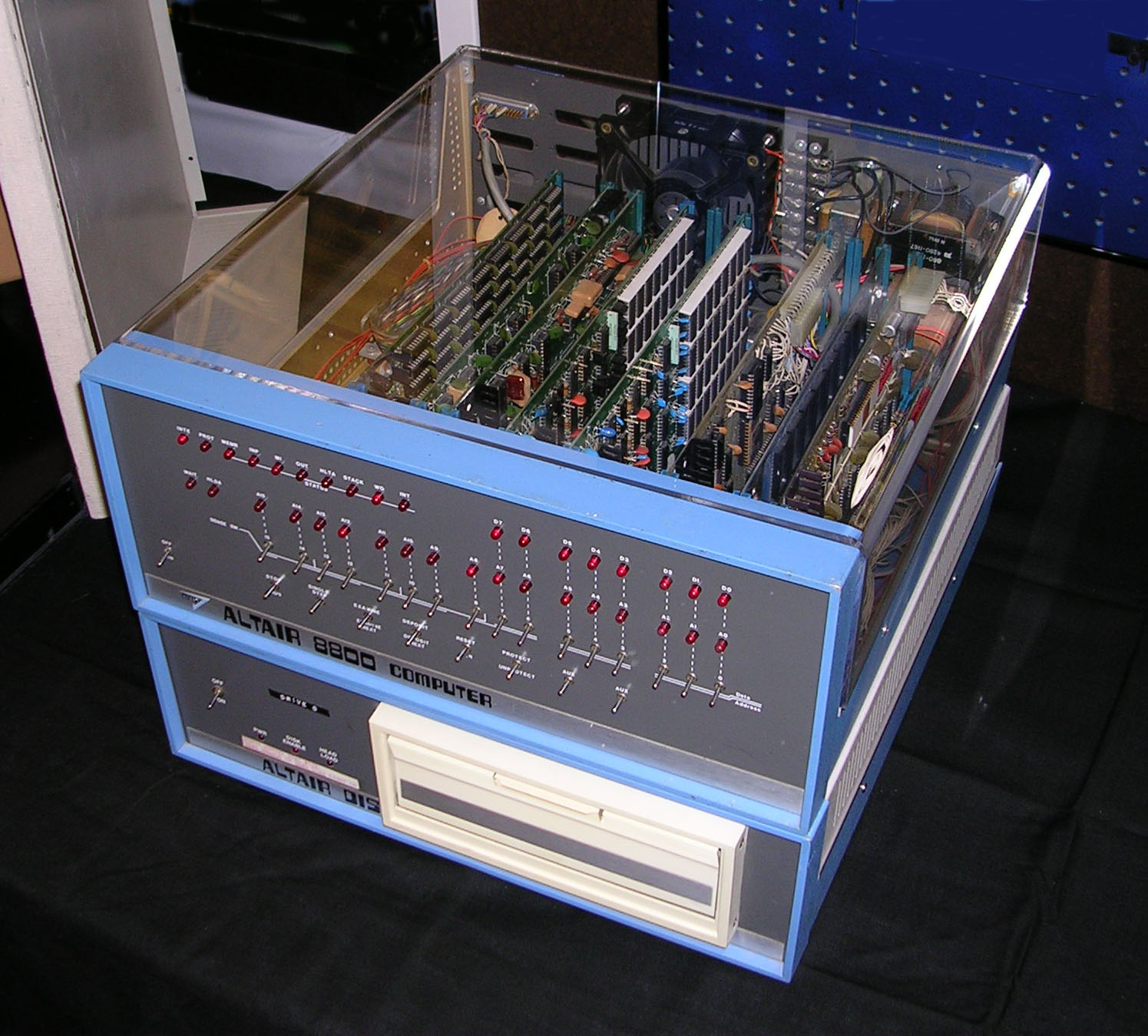
Altair 8800

Enquanto estudavam em Harvard, os jovens desenvolveram um interpretador da linguagem BASIC para um dos primeiros computadores pessoais a serem lançado nos Estados Unidos—o Altair 8800. Após um modesto sucesso na comercialização deste produto, Gates e Allen fundaram a Microsoft, uma das primeiras empresas no mundo focadas exclusivamente no mercado de programas para computadores pessoais ou PCs.
Gates adquiriu ao longo dos anos uma fama de visionário (apostou no mercado de software na época em que o hardware era considerado muito mais valioso) e de negociador agressivo, chegando muitas vezes a ser acusado por concorrentes da Microsoft de utilizar práticas comerciais desleais.

### O primeiro computador pessoal
O primeiro "computador pessoal" foi o Kenbak-1, lançado em 1971. Tinha 256 bytes de memória e foi anunciado na revista Scientific American por US$ 750; todavia, não possuía CPU e era, como outros sistemas desta época, projetado para uso educativo (ou seja, demonstrar como um "computador de verdade" funcionava). Em 1977 foi lançado o primeiro microcomputador como conhecemos hoje, o Apple II.
Nos anos 1980, a IBM, líder no mercado de grandes computadores, resolveu entrar no mercado da microinformática com o PC, porém faltava o Sistema Operacional. Para isso, fechou contrato com a recém-criada Microsoft. Todavia, a Microsoft não possuía o software ainda. O jovem Bill Gates foi a uma pequena empresa que havia desenvolvido o sistema para o processador da Intel e decidiu comprá-lo, pagou cerca de US$ 50 mil, personalizou o programa e vendeu-o por US$ 8 milhões, mantendo a licença do produto. Este viria a ser o MS-DOS.

## Microsoft

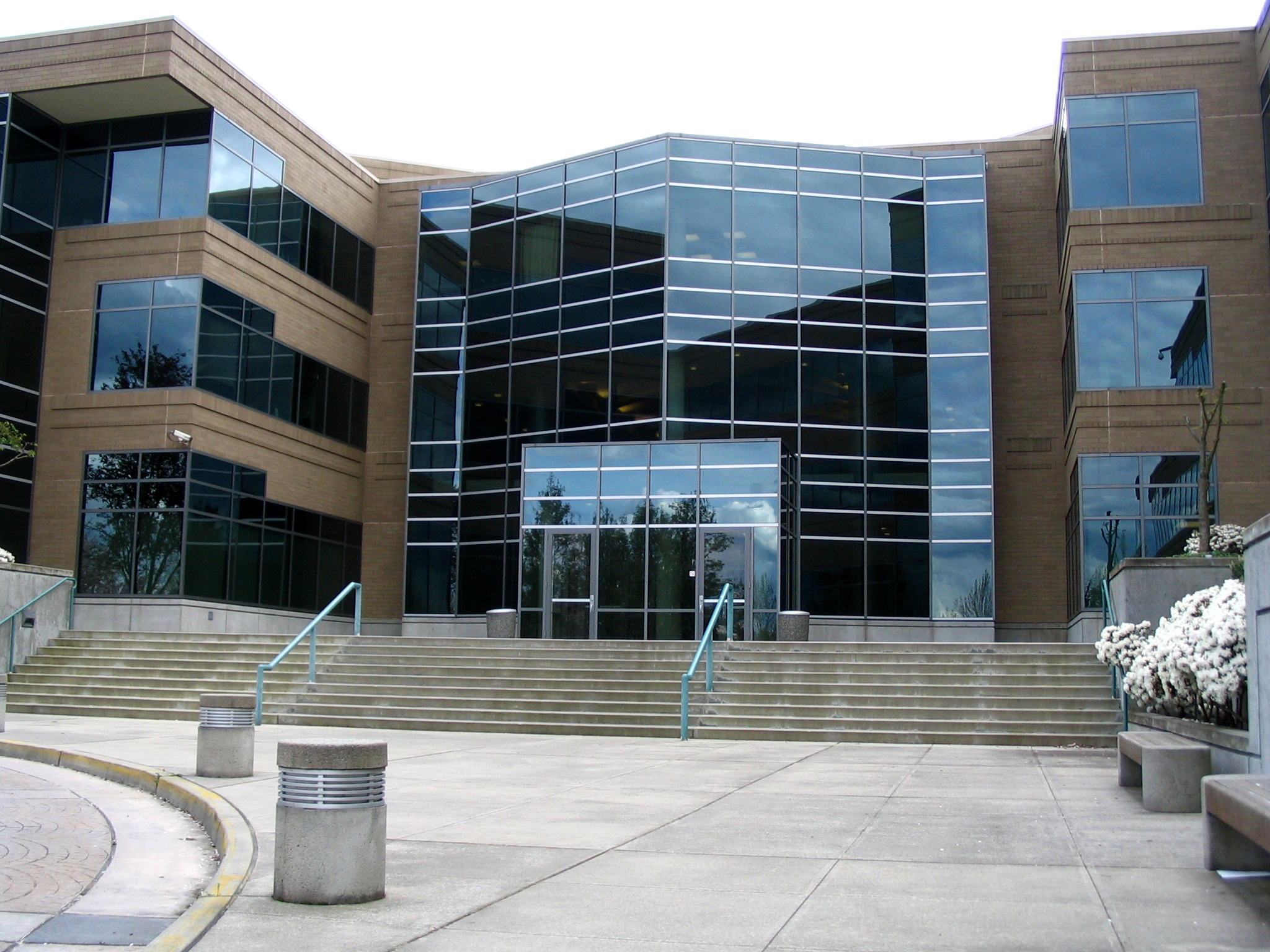
Sede da Microsoft em Seattle

Foi fundada em 1975 por Bill Gates, então com 19 anos, em parceria com Paul Allen. O primeiro produto comercial da empresa foi o Altair BASIC para o MITS Altair (Micro Instrumentation Tlemetry System), produzido no mesmo ano. Em 1980 a empresa deu um passo decisivo ao adquirir da Seattle Computer Products o sistema operativo 86-DOS.
Em 1998 Gates promoveu Steve Ballmer, um amigo de longa data, ao posto de presidente da Microsoft e publicamente passou a ter uma participação menos ativa nos processos decisórios da empresa.
Em 2 de março de 2005 foi condecorado com o título de Comandante Cavaleiro do Império Britânico.
Bill Gates anunciou em 16 de junho de 2006 que iria deixar progressivamente o cargo de diretor da Microsoft até 2008, para poder se ocupar da fundação de caridade Bill & Melinda Gates Foundation.
Em 27 de junho de 2008 Bill Gates retirou-se definitivamente da Microsoft para se dedicar inteiramente aos seus projetos filantrópicos.
Mesmo tendo anunciado a sua aposentadoria da Microsoft, na prática Bill Gates continuará dedicando 20% do seu tempo (um dia por semana) para assuntos relativos à Microsoft. Ele continua a atuar como chairman da Microsoft e conselheiro no desenvolvimento de projetos-chave. Ele somente não estará nas decisões do dia-a-dia e dedicará mais tempo e energia ao seu trabalho relacionado à saúde e educação na Fundação Bill & Melinda Gates.

## Fortuna

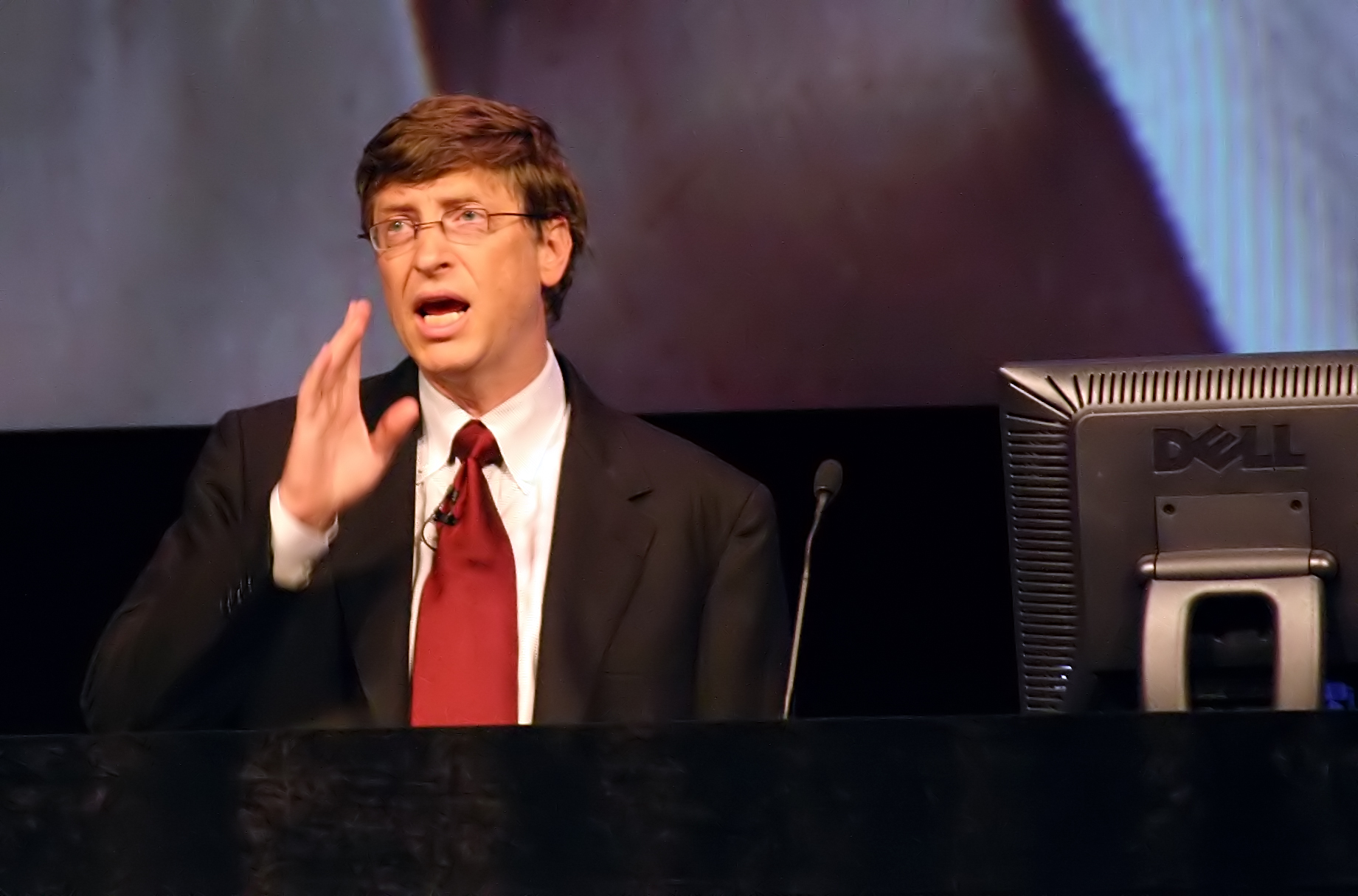
Bill Gates em Copenhague, Dinamarca, em 2004.

Gates passou a liderar o ranking dos mais ricos em 1995, segundo a revista Forbes.
Em 1999 Gates ultrapassou pela primeira vez a marca dos US$ 100 bilhões, mas em 2000 o valor nominal de suas ações da Microsoft vem caindo devido ao estouro da bolha da internet, e às várias doações multibilionárias feitas por Gates a projetos filantrópicos.
Em maio de 2006 Gates disse em uma entrevista que gostaria de não ser o homem mais rico do mundo, e que não gosta da atenção recebida.
Em 2 de junho de 2007 o mexicano Carlos Slim Helu, que aparecia no segundo lugar da lista assumiu o posto de homem mais rico do mundo, com fortuna estimada em 67,8 bilhões de dólares, após ultrapassar o cofundador da Microsoft.
Em 2009, mesmo tendo seu patrimônio reduzido em 18 bilhões de dólares, retomou a condição de homem mais rico do mundo, segundo a mesma revista, com uma fortuna de 40 bilhões de dólares. Em 2010 a fortuna de Helu volta a assumir o primeiro lugar da lista com uma diferença de 0,3 bilhão de dólares, deixando Bill Gates com a posição de segundo homem mais rico do mundo com uma fortuna estimada em 53 bilhões de dólares.
Em maio de 2013, Bill Gates voltou a ser o homem mais rico do mundo, ultrapassando o Helu. Em 2018, Gates é ultrapassado pelo fundador da Amazon, Jeff Bezos, passando a ser a 2° pessoa mais rica do mundo.
Em 2023, Bill Gates ocupava o 6° lugar no ranking da Forbes com uma fortuna de 104,1 bilhões de dólares.

## Vida

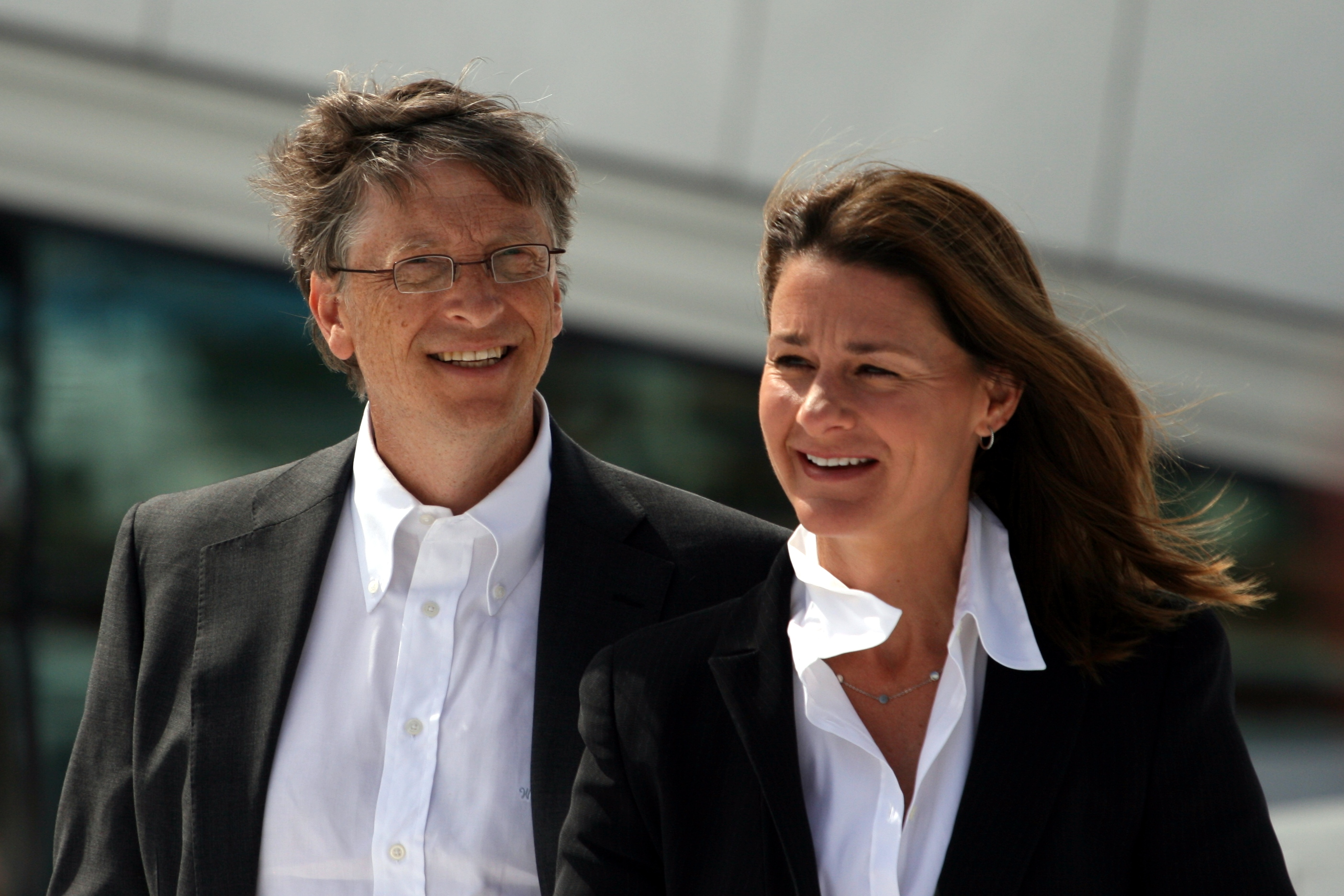
Bill Gates e Melinda Gates

### Filantropia
Em 2000, junto com sua esposa Melinda, Gates criou a Fundação Bill e Melinda Gates, uma organização filantrópica que tem por principais objetivos promover a pesquisa sobre a AIDS e outras doenças que atingem, em maior parte, os países em desenvolvimento. Também tem como objetivo pesquisar novos tipos de energias sustentáveis e limpas.
Em 2006, Warren Buffett, então o segundo homem mais rico do mundo, integrou o projeto, anunciando seu plano de contribuir com 10 milhões de ações de classe B da companhia Berkshire Hathaway (US$ 30 bilhões aproximadamente), fazendo com que a fundação dobrasse de tamanho. Segundo um artigo de 2004 da revista Forbes, Gates já doou cerca de 30 bilhões de dólares para a caridade desde o ano de 2000.

### Reconhecimento
A revista Time descreveu Bill Gates como uma das 100 Pessoas mais Importantes do Século e também entrou para a lista Time 100 três vezes consecutivas em 2004, 2005 e 2006. A revista também inclui Gates e sua esposa, Melinda, na Pessoa do Ano por suas atividades filantrópicas. Em 1998, Bill Gates foi votado como a 1ª de 50 celebridades mais importantes da história. Em 1999, Gates entrou para a The Sunday Times como a pessoa mais poderosa dos nossos tempos e novamente em 2006 Gates foi eleito o 8° herói contemporâneo.
Em 2016, Bill e Melinda Gates foram condecorados por Barack Obama com a Medalha Presidencial da Liberdade, a maior honra civil dos Estados Unidos, em reconhecimento de sua filantropia.
Gates recebeu status de honoris causa das seguintes universidades:
- Nijenrode (2000)
- Real Instituto de Tecnologia (2002)
- Universidade de Waseda (2005)
- Universidade de Tsinghua (2007)
- Universidade Harvard (2007);[27]
- Instituto Karolinska (2008),[28]
- Universidade de Cambridge (2009).[29]

### Títulos honoríficos
Gates também foi condecorado por duas ordens de cavalaria: a Ordem do Império Britânico, em 2005, e a Ordem da Águia Asteca em 2006. Foi, também, a 5 de Janeiro de 2006, condecorado, em Portugal, pelo Presidente Jorge Sampaio, com a Grã-Cruz da Ordem do Infante D. Henrique, pelo apoio a países da Lusofonia, como, por exemplo, o combate à malária em Moçambique, à doença do sono em Angola, pela ajuda ao plano nacional de combate à Sida no Brasil e ainda pela doação feita em 1999 ao Fundo Internacional de Resgate que serviu como apoio de saúde a refugiados, entre os quais os provenientes de Timor-Leste que se viram deslocados após o referendo de 1999.

### Religião
Em entrevista à revista Rolling Stone, em 2014, ao ser questionado sobre a importância da religião, Bill Gates afirmou: "Educamos nossos filhos de forma religiosa; eles frequentaram a Igreja Católica, de que Melinda e eu participamos. Temos tido muita sorte, e devemos aproveitá-la para tentar reduzir a desigualdade do mundo. É um tipo de crença religiosa, ao menos no sentido moral". Perguntado sobre a crença em Deus, Bill Gates afirmou que faz sentido crer, embora afirme que isso não sabe até que ponto impacta nas decisões a serem feitas na vida de cada um. "Hoje a ciência ocupa lugares que antes eram ocupados pela religião, mas a beleza do mundo é impressionante, e não há explicação científica sobre como se tornou assim", afirma.

### Divórcio
Em maio de 2021, Bill Gates e Melinda Gates anunciaram seu divórcio. Após 27 anos juntos e com três filhos, eles declararam: "Nós não acreditamos mais que possamos crescer juntos como casal".

## Investimentos
Gates tem um portfólio de investimentos multibilionário com participações em empresas de vários setores e participou de vários empreendimentos empresariais além da Microsoft, incluindo:
- AutoNation, uma varejista automotiva que negocia na NYSE e na qual Gates tem 16% de participação.[34]
- bgC3 LLC, um think tank e empresa de pesquisa fundada por Gates.[35]
- Canadian National Railway (CN), uma ferrovia canadense de carga Classe I. Em 2019, Gates era o maior acionista individual da empresa.[36]
- Cascade Investment LLC, uma empresa privada de investimento e holding constituída nos Estados Unidos, fundada e controlada por Gates e sediada em Kirkland, Washington.[37]
  - Gates é o maior proprietário privado de terras agrícolas nos Estados Unidos, com suas propriedades de propriedade através da Cascade Investment totalizando 242 000 acres em 19 estados. Ele é o 49º maior proprietário privado de terras nos EUA.[38][39][40]
- Carbon Engineering, um empreendimento com fins lucrativos fundado por David Keith, que Gates ajudou a financiar. Também é apoiado pela Chevron Corporation e Occidental Petroleum.[41][42][43][44]
  - SCoPEx, o empreendimento acadêmico de Keith em geoengenharia "escurecendo o sol", para o qual Gates forneceu a maior parte dos US$ 12 milhões.[45]
- Corbis (originalmente chamada de Interactive Home Systems e agora conhecida como Branded Entertainment Network), uma empresa de licenciamento de imagens digitais e serviços de direitos fundada e presidida por Gates.[46]
- EarthNow, uma startup com sede em Seattle com o objetivo de cobrir a Terra com cobertura de vídeo via satélite ao vivo. Gates é um grande financiador.[47]
- Eclipse Aviation, uma extinta fabricante de jatos muito leves. Gates foi um grande acionista no início do projeto.[48]
- Impossible Foods, empresa que desenvolve substitutos à base de plantas para produtos cárneos. Parte dos US$ 396 milhões que Patrick O. Brown arrecadou para seus negócios veio de Gates entre 2014 e 2017.[49][50][51]
- Ecolab, fornecedora global de tecnologias e serviços de água, higiene e energia para os mercados de alimentos, energia, saúde, indústria e hospitalidade. Combinado com as ações detidas pela Fundação, Gates detém 11,6% da empresa. Um acordo de acionistas em 2012 permitia que ele detivesse até 25% da empresa, mas esse acordo foi retirado.[52]
- ResearchGate, uma rede social para cientistas. Gates participou de uma rodada de financiamento de US$ 35 milhões junto com outros investidores.[53]
- TerraPower, uma empresa de projeto de reatores nucleares cofundada e presidida por Gates, que está desenvolvendo usinas nucleares de reator de onda viajante de próxima geração em um esforço para combater as mudanças climáticas.[54][55][56][57][58]
- Breakthrough Energy Ventures, um fundo fechado para indivíduos ricos que buscam ROI em um horizonte de 20 anos (veja a próxima seção), que "está financiando startups verdes e uma série de outros projetos empresariais de baixo carbono, incluindo tudo, desde tecnologia nuclear avançada até leite materno sintético". Foi fundada por Gates em 2015.[59]
- Ginkgo Bioworks, uma startup de biotecnologia que recebeu US$ 350 milhões em financiamento de risco em 2019, em parte da empresa de investimentos de Gates, a Cascade Investment.[60]
- Luminous Computing, empresa que desenvolve circuitos integrados fotônicos neuromórficos para aceleração de IA.
- A Mologic, uma empresa britânica de tecnologia de diagnóstico que Gates comprou, junto com o Soros Economic Development Fund, "que desenvolveu testes de fluxo lateral de Covid de 10 minutos que pretende fazer por apenas US$ 1".[61]

## Posições políticas

### Regulamentação da indústria de software
Em 1998, Gates rejeitou a necessidade de regulamentação da indústria de software em depoimento perante o Senado dos Estados Unidos. Durante a investigação da Federal Trade Commission (FTC) sobre a Microsoft na década de 1990, Gates teria ficado chateado com o então comissário Dennis Yao por "flutuar uma linha de perguntas hipotéticas sugerindo possíveis restrições ao crescente poder de monopólio da Microsoft". De acordo com uma fonte:
Gates ficou irritado. "Ele começou chamando as ideias de Yao de socialistas", lembra uma fonte familiarizada com a reunião de 15 de julho, "e à medida que ficava cada vez mais irritado e cada vez mais alto, ele começou a chamá-las de comunistas". 

### Banimento do Facebook de Donald Trump
Depois que o Facebook e o Twitter baniram Donald Trump de suas plataformas em 18 de fevereiro de 2021, como resultado da eleição presidencial dos Estados Unidos de 2020, que levou ao ataque ao Capitólio dos Estados Unidos em 6 de janeiro, Gates disse que uma proibição permanente de Trump "seria uma vergonha" e seria uma "medida extrema". Ele alertou que causaria "polarização" se usuários com diferentes visões políticas se dividissem entre várias redes sociais e disse: "Não acho que banir alguém que realmente obteve um bom número de votos (na eleição presidencial) – bem menos do que a maioria – mas não acho que tê-lo fora para sempre seria tão bom".

### Patentes para vacinas COVID-19
Em abril de 2021, durante a pandemia de COVID-19, Gates foi criticado por sugerir que as empresas farmacêuticas deveriam manter as patentes das vacinas COVID-19. As críticas vieram devido à possibilidade de isso impedir que as nações mais pobres obtenham vacinas adequadas. Tara Van Ho, da Universidade de Essex, declarou: "Gates fala como se todas as vidas perdidas na Índia fossem inevitáveis, mas eventualmente o Ocidente ajudará quando, na realidade, os EUA e o Reino Unido estão segurando os pés no pescoço dos estados em desenvolvimento, recusando-se a quebrar as proteções [dos direitos de propriedade intelectual]. É nojento".
Gates se opõe à isenção do TRIPS. A Bloomberg News relatou que ele argumentou que a Universidade de Oxford não deveria ceder os direitos de suas informações COVID-19, como havia anunciado, mas sim vendê-las a um único parceiro da indústria, como fez. Suas opiniões sobre o valor dos monopólios legais na medicina foram ligadas às suas opiniões sobre monopólios legais em software.  

### Criptomoedas
Gates tem criticado criptomoedas como o Bitcoin. Segundo ele, as criptomoedas não fornecem "resultados valiosos", não contribuem em nada para a sociedade e representam um perigo, especialmente para investidores menores que não conseguiram sobreviver às perdas potencialmente altas. Gates também não possui nenhuma criptomoeda.

## Livros
Gates é autor de cinco livros:
- The Road Ahead, em coautoria com o executivo da Microsoft Nathan Myhrvold e o jornalista Peter Rinearson, foi publicado em novembro de 1995. Ele resumiu as implicações da revolução da computação pessoal e descreveu um futuro profundamente alterado pela chegada de uma superestrada global da informação.
- Business @ the Speed of Thought, em coautoria com Collins Hemingway, foi publicado em 1999, e discute como negócios e tecnologia são integrados, e mostra como as infraestruturas digitais e redes de informação podem ajudar a obter uma vantagem sobre a concorrência.
- How to Avoid a Climate Disaster, publicado em fevereiro de 2021, apresenta o que Gates aprendeu em mais de uma década estudando as mudanças climáticas e investindo em inovações para enfrentar os problemas climáticos.[69]
- How to Prevent the Next Pandemic, publicado em abril de 2022, detalha a pandemia de COVID-19 e propõe uma equipe de "Resposta e Mobilização Global de Epidemias" (GERM) com financiamento anual de US$ 1 bilhão,[70] sob os auspícios da OMS.[71]
- Código-fonte: Como Tudo Começou, uma autobiografia da juventude de Gates, publicada nos EUA em fevereiro de 2025.

## Séries
Em 2019, o streaming Netflix lançou a série O Código Bill Gates em que entrevista Gates e Melinda e debatem sobre os desafios do casal com filantropia e refletem a vida de Bill.